# Tadeusz Buczek (1909–1983)
Tadeusz Buczek ps. „Tuhan” (ur. 21 kwietnia 1909 w Jaćmierzu, zm. 8 maja 1983 w Środzie Śląskiej) – porucznik piechoty Wojska Polskiego.

## Życiorys
Tadeusz Buczek w Sanoku ukończył gimnazjum, a następnie Szkołę Podchorążych Piechoty. 15 sierpnia 1933 roku został promowany na podporucznika piech. z 304 lokatą w korpusie oficerów piechoty oraz przydziałem do 84 pułku piechoty. W pułku dowodził plutonem, a po otrzymaniu 1 stycznia 1936 roku awansu do stopnia porucznika piech. również kompanią. W 1938 roku ukończył kurs łączności w Zegrzu i objął dowództwo plutonu łączności w pułku pozostając na tym stanowisku do końca kampanii wrześniowej. Uniknął niewoli i przedostał się do Pińska, a później do Lwowa i Sanoka. Pod pseudonimem „Tuhan”  był komendantem Obwodu NOW Sanok (w tym czasie utrzymywał kontakty z ppłk. Władysławem Owocem)). W drugiej połowie 1940 stworzył szkołę podoficerską i został komendantem. Od maja 1943 roku do 1944 był I zastępcą komendanta Obwodu Sanok AK. 31 października 1944 roku został aresztowany przez Urząd Bezpieczeństwa i uwięziony w Krośnie. Potem przekazany do NKWD i uwięziony w Przemyślu. Wywieziony w listopadzie 1944 roku do Związku Socjalistycznych Republik Radzieckich (po aresztowaniu awansowany do stopnia kapitana piech. Armii Krajowej). W latach 1945–1946 przebywał w łagrze w Borowiczach, a w latach 1946–1947 w Świerdłowsku, gdzie pracował w kopalniach. 13 listopada 1947 roku powrócił do Polski. Mieszkał w Środzie Śląskiej, gdzie zmarł 8 maja 1983 roku. Odznaczony Orderem Virtuti Militari.